# Katsuya Nagato
Katsuya Nagato (永戸勝也, Nagato Katsuya), né le 15 janvier 1995 à Sakura, est un footballeur japonais qui évolue au poste d'arrière gauche ou de milieu de terrain avec les Yokohama F. Marinos.

## Biographie
Nagato finit co-meilleur passeur de la J1 League en 2019 avec dix passes délivrées.
En janvier 2020, Nagato signe au Kashima Antlers.
Le 17 décembre 2021, la signature de Nagato au Yokohama F. Marinos est officialisée.

## Palmarès

### Club
Au Yokohama F. Marinos, Nagato est sacré champion du Japon en 2022 et remporte la Supercoupe japonaise en 2023.

### Distinctions personnelles
À l'issue des saisons 2022 et 2023 de J1 League, Nagato reçoit la distinction de Outstanding Player of the Year qui regroupe plusieurs joueurs, une récompense votée par les entraîneurs et joueurs du championnat,.